# Taenaris blandina
Taenaris blandina är en fjärilsart som beskrevs av Hans Fruhstorfer 1904. Taenaris blandina ingår i släktet Taenaris och familjen praktfjärilar. Inga underarter finns listade i Catalogue of Life.